# Тауберт, Вильгельм
Карл Готфрид Вильгельм Тауберт (нем. Carl Gottfried Wilhelm Taubert; 23 марта 1811, Берлин — 7 января 1891, Берлин) — германский пианист, композитор и дирижёр, отец филолога и писателя Эмиля Тауберта.

## Биография
Родился в семье чиновника прусского военного министерства, ранее игравшего в военном оркестре на гобое. Первые уроки музыки получил у Августа Нейтхардта, также военного музыканта, но уровень подготовки юного музыканта оказался посредственным, и он не был принят в школу инструменталистов под руководством Карла Фридриха Цельтера. Изучал философию в берлинском университете Фридриха Вильгельма, одновременно продолжая занятия музыкой у Людвига Бергера (фортепиано) и Бернхарда Кляйна (композиция). От Бергера Тауберт унаследовал, по мнению Роберта Айтнера, классическую пианистическую манеру, восходящую к Вольфгангу Амадею Моцарту и противоположную романтической школе пианизма, связанной с именами Муцио Клементи и Ференца Листа.
Покровительство близкого к королевскому двору генерала Иоба фон Вицлебена принесло Тауберту быстрый карьерный рост. С 1831 года ассистент дирижёра и аккомпаниатор на придворных концертах, в 1845—1869 гг. придворный капельмейстер (с 1849 года вместе с Генрихом Дорном), до 1848 года также руководитель Берлинской королевской оперы; в репертуаре оперы преобладали сочинения самих Дорна и Тауберта (а также некоторое время занимавшего над ними должность художественного руководителя Жака Мейербера). С 1865 года преподавал музыку в Королевской академии искусств; среди его учеников были Теодор Куллак, Александр Феска, Луи Шлотман, Густав Шуман. В 1870 году Дорн и Тауберт были отправлены в отставку с сохранением жалованья, им на смену был приглашён Карл Экерт, что должно было знаменовать умеренные перемены в сторону более прогрессивного лагеря; Тауберт продолжал выступать с придворными музыкантами как дирижёр до 1883 года. С 1834 года был членом музыкального отдела Берлинской академии искусств, с 1875 года его председатель. Как замечает Айтнер, успешной придворной карьере Тауберта способствовали его консервативные вкусы, совпадавшие с музыкальными предпочтениями августейших слушателей.

## Творчество
На оперной сцене Тауберт дебютировал одноактной комической оперой «Престольный праздник» (нем. Die Kirmes; 1832) на либретто Эдуарда Девриента. За нею последовали «Цыган» (нем. Der Zigeuner; 1834, также с текстом Девриента), «Маркиз и вор» (нем. Marquis und Dieb; 1842), «Йоггели» (нем. Joggeli; 1853), «Макбет» (1857, по одноимённой трагедии Шекспира) и «Цезарио» (нем. Cesario; 1874), для последней либретто по мотивам комедии Шекспира «Двенадцатая ночь» написал его сын Эмиль. Кроме того, Тауберт сочинял музыку к разнообразным пьесам, от «Медеи» Еврипида до «Рыцаря Синяя борода» Людвига Тика.
Тауберту принадлежат четыре симфонии, первой из которых он сам продирижировал в Берлине 31 марта 1831 года, спустя 20 дней после своего двадцатилетия. Два фортепианных концерта Тауберта разделяет 45 лет (1833 и 1878), оба в 2009 году записал для лейбла Hyperion Records (серия «Романтический фортепианный концерт») Говард Шелли с Тасманийским симфоническим оркестром (пианист выступил одновременно в роли дирижёра); первый из концертов получил высокую оценку Роберта Шумана, отмечавшего в 1836 году, что, хотя конструктивно произведение Тауберта несёт на себе очевидное влияние Первого концерта Феликса Мендельсона, конкретные мелодические решения и приёмы инструментовки делают сочинение Тауберта одним из наиболее ярких концертных сочинений 1830-х годов. С Мендельсоном у Тауберта был общий учитель (Бергер), они переписывались и высоко ценили друг друга, Мендельсон посвятил Тауберту гимн «Услышь молитву мою!» (1844)..
Для камерного ансамбля Таубертом написаны четыре струнных квартета и два фортепианных трио; среди его многочисленных фортепианных пьес выделяется ранний цикл «Любовные песни» (нем. Minnelieder), который сравнивали с мендельсоновскими «Песнями без слов». Собственно песен Тауберт сочинил около 300, наибольший успех имели циклы под общим названием «Детские песни» (нем. Kinderlieder; 13 опусов, датированных 1843—1878 гг.), входившие, в частности, в репертуар Йенни Линд.